# Hahnenmoor
Das Hahnenmoor ist ein Naturschutzgebiet, das sich südlich von Herzlake, östlich von Dohren (beide Landkreis Emsland) und nördlich von Grafeld erstreckt und von dort weiter in den Landkreis Osnabrück übergeht. Das Gebiet ist rund 620 Hektar groß und wurde 1977 im Rahmen des niedersächsischen Moorschutzprogramms unter dem Kennzeichen NSG WE 054 unter Naturschutz gestellt. Das NSG Hahnenmoor ist Teil eines FFH-Gebietes, zu dem auch das Hahlener Moor und das Suddenmoor gehören. Hahnenmoor ist auch der Name des westlichsten Teils der Gemeinde Menslage.

## Geschichte
Nach dem Ende der letzten Eiszeit bildete das Hahnenmoor ein Hindernis für den Abfluss der Hase aus dem Quakenbrücker Becken (mit dem Begriff „Hahnenmoor“ ist in diesem Zusammenhang die gesamte seinerzeit zusammenhängende Moorfläche südwestlich des Hase-Binnendeltas gemeint). Lediglich durch einen Engpass zwischen dem Moor und der Cloppenburger Geest, wo heute noch die Große Hase fließt, konnten (wenn überhaupt) die von den Dammer Bergen und aus dem Osnabrücker Land heranfließenden Wassermassen abgeleitet werden, was zu ständigen Überschwemmungen im Quakenbrücker Becken führte. Durch den Bau des kurvenarmen Hahnenmoorkanals im Norden des Hahlener Moors und des Hahnenmoors wurde die Kleine Hase als zweiter Hasearm im Hase-Binnendelta verlängert. Dadurch wurde der Abfluss der Wassermassen stark beschleunigt. Dieser Umstand erleichterte zugleich die Entwässerung der Moore südlich der Hase.

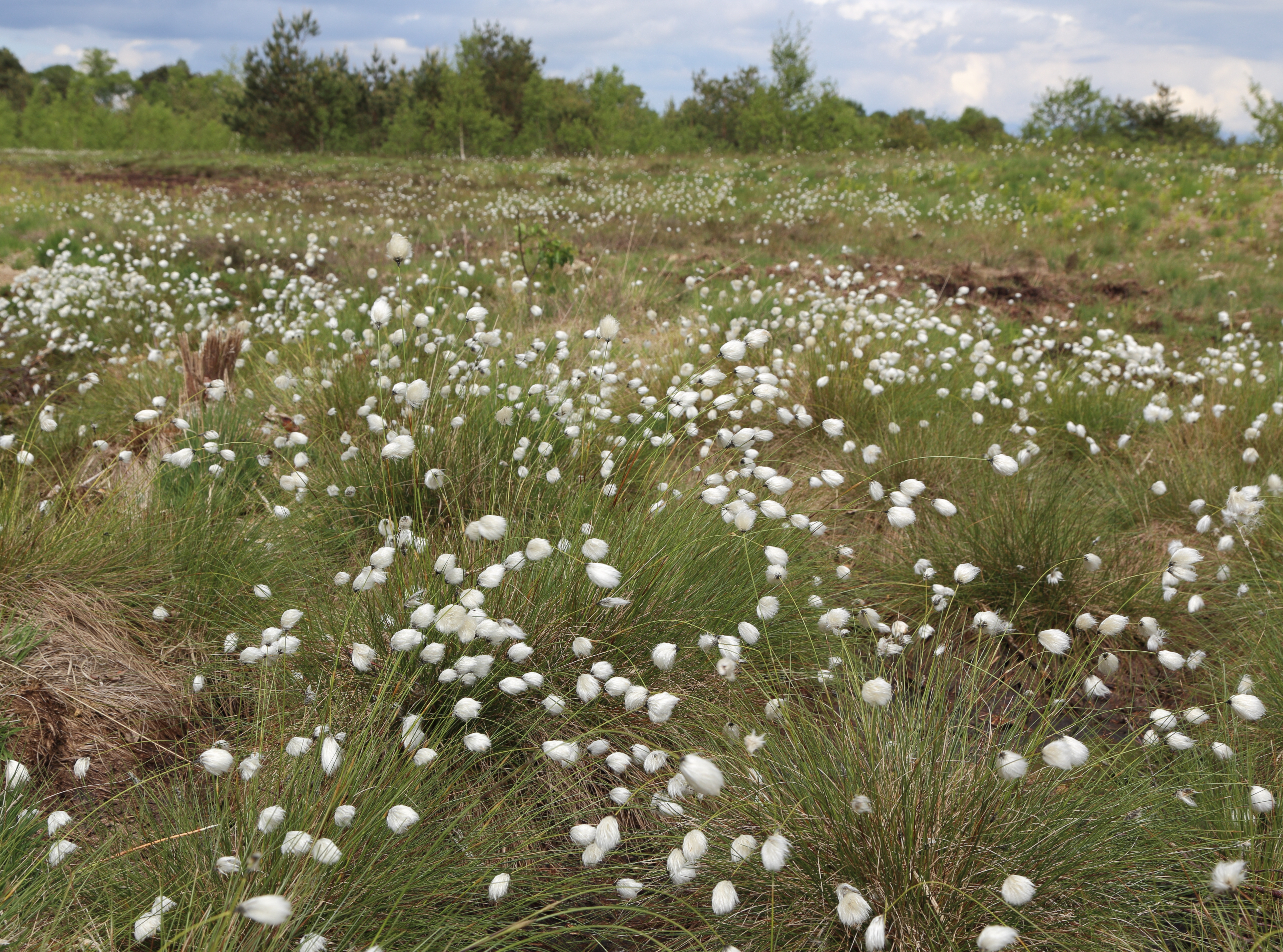
Fruchtendes Scheiden-Wollgras im Hahnenmoor

Über Jahrhunderte diente das Hahnenmoor den Bewohnern der umliegenden Gemeinden zur Gewinnung von Torf als Heizmaterial. Auf zuerst entwässerten und dann abgeflammten Moorflächen wurde Buchweizen geerntet und Schafe hielten die nachwachsenden Sträucher und die Heide kurz. Gleichzeitig dienten die Tiere den Menschen als Woll-, Fell- und Fleischlieferanten. Auch hielten sich viele Moorbewohner Bienenvölker zur Erzeugung von Honig.

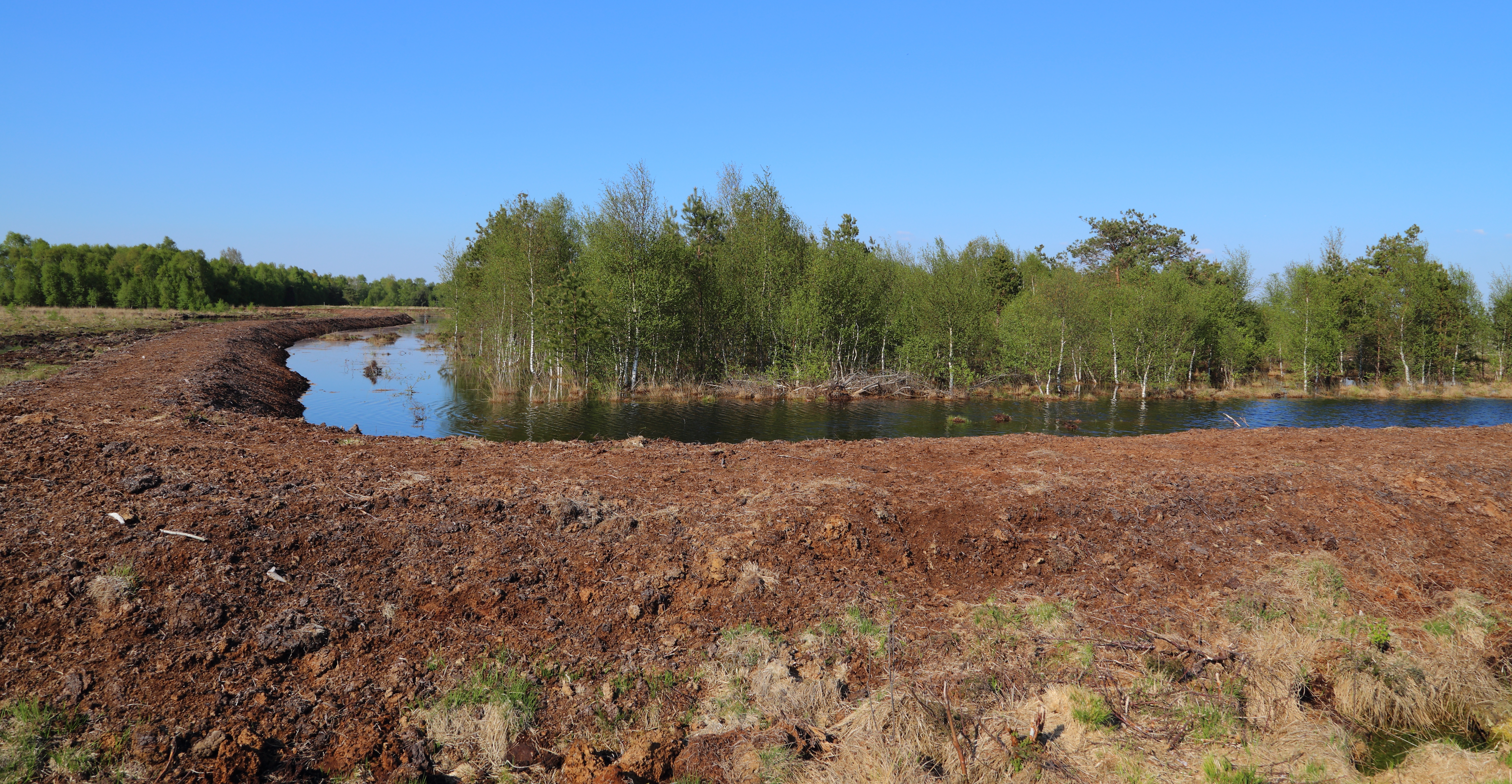
Zum Zwecke der Wiedervernässung angelegte Torfdämme.

Mit der Industrialisierung wurde von 1958 bis 1988 der Torf im Hahnenmoor industriell mit Torfstechmaschinen und im großen Stil abgebaut. Bald galt es als ausgebeutetes und eines der zerstochensten Moore Niedersachsens.

## Das Moor heute
Mittlerweile wurden große Flächen des Hahnenmoores wiedervernässt. Absterbende Birken und Reste von Baumstämmen ragen aus den Wasserflächen heraus und geben der Landschaft etwas Surreales. Dem Betrachter bieten sich teilweise Ansichten, die an Bilder des Malers Salvador Dalí erinnern. Trotz der Erfolge der Wiedervernässung ist das Hahnenmoor noch nicht wieder ein echtes Hochmoor. Die früheren Eingriffe in die Natur waren zu groß. Insbesondere der industrielle Torfabbau hat seine Spuren hinterlassen, deren Rückentwicklung noch einige Zeit in Anspruch nehmen wird. Jedes Jahr im zeitigen Herbst lassen sich im Hahnenmoor Zugvögel beobachten, u. a. Singschwäne, Graugänse und auch Kraniche. Es wird beobachtet, dass sich Kraniche das Hahnenmoor als Brutgebiet ausgesucht haben. Auch Singschwäne, die von der finnischen Taiga aus in den Norden Deutschlands ziehen, überwintern nicht selten im Hahnenmoor.
Wo der Wasserstand nicht ausreicht, um einen Gehölzaufwuchs zu verhindern, wird das Moor durch eine Schafherde baumfrei gehalten. Zur Zeit der Wollgrasblüte ist das Hahnenmoor besonders reizvoll. Scheiden-Wollgras und Schmalblättriges Wollgras, wie sie für das Hahnenmoor charakteristisch sind, tragen entscheidend zur Torfbildung bei.